# Enciklika
Az enciklika (litterae encyclicae – epistulae encyclicae) a római katolikus egyház fejének, a pápának egy meghatározott témát feldolgozó körlevele, amelyet a világ püspökeihez és rajtuk keresztül a papsághoz, valamint a hívekhez, sőt gyakran minden jóakaratú emberhez intéz (litterae encyclicae), de némelykor a kör szűkebbre van vonva, például csak valamely ország vagy földrész összes egyházfejéhez szól (epistula encyclica). Szokás szerint nyomtatva küldik meg az egyes püspökökhöz. A pápai tanítóhivatal rendes megnyilatkozásainak tipikus műfaja, általában hittani vagy erkölcsi természetű kérdéseket tárgyal, esetleg téves nézeteket ítél el, vagy iránymutatást nyújt a lelkipásztori gyakorlat és a hitélet számára.
Encyclicae, litterae pastorales néven jelzik még a püspöki körleveleket is.

## Eredete
Az enciklika korai időktől fogva alkalmazott műfaj, ám az elnevezés csak a 18. század közepe óta használatos. Eredetileg egy olyan körlevél volt, amelyet az ókori keresztény egyház egy konkrét területének összes egyházához küldtek. Akkoriban az enciklika szót bármely püspök által írt levélre használhatták. A szó a latin encyclia szóból származik (amely pedig a görög „en kükló”, ἐν κύκλῳ szóból ered). Jelentése „általános” vagy „átfogó”, és az „enciklopédia” szó is innét származik. A rendszeres pápai körleveleket XIV. Benedek pápa (1740–1758) vezette be.

## Formája és tárgya
A pápa teljes nevével és a megszólítással kezdődik, ezt követi a szöveg. A keltezés a polgári év szerinti keltezés, és a pápa teljes nevével van aláírva. Az enciklikák a pápák személyesebb hangvételű írásai, szemben a formális pápai bullákkal. Az egyes enciklikákra a kezdő sor első szavaival szoktak hivatkozni.
A katolikus egyházban a pápák újabban az enciklikákat használják a leglényegesebb kérdések tárgyalására, és jelentőségében csak az apostoli rendelkezések (konstitúciók) múlják felül. Mindazonáltal az „enciklika” megnevezés nem mindig jelent ilyen fontossági fokozatot. Az enciklikák szövege legtöbbször tanítást tartalmaz, de lehet figyelmeztetés vagy ritkán elítélés is. Témái lehetnek a hit, az erkölcsök, a filozófiai, szociális és gazdasági tanítások, valamint egyházpolitikai kérdések is. Az enciklikák, még ha nem is ex cathedra tanítást fogalmaznak meg, elegendő tekintélyük lehet ahhoz, hogy egy sajátos kérdésről szóló teológiai vitát eldöntsenek. XII. Piusz pápa így ír erről:
Nem szabad azt gondolni, hogy az Enciklikákban foglalt tanítások önmagukban nem kívánják meg a mi beleegyezésünket, ámbár azokban a pápák legfőbb tanítói hivataluk hatalmát nem gyakorolják. Mindezt ugyanis a rendes Tanítóhivatal tanítja és erre ezek a szavak érvényesek: „aki titeket hallgat, engem hallgat” (Lk 10,16); az Enciklikákban kifejtettek és tanítottak többnyire már más okokból úgyis a katolikus tanításhoz tartoznak.
Hogyha a pápák irataikban mindez ideig vitatott tárgyban készakarva véleményt nyilvánítanak, mindenki előtt nyilvánvaló, hogy az a kérdés a pápák szándéka és akarata szerint teológusok között vita tárgya már nem lehet. 

– Humani Generis

## Fontosabb pápai körlevelek
- I. Pelagius pápa
  - Vas electionis, 557 (Az egyetemes zsinatok tekintélyéről)
- XV. János pápa
  - Cum conventus esset, 993 (A szentek tiszteletéről)
- XIV. Benedek pápa
  - Vix pervenit, 1745 (Az uzsoráról)
  - A Quo Primum, 1751
- Boldog IX. Pius pápa (1846–1878)
  - Quanta cura, 1864 (a vallásszabadságról, illetve az egyház és az állam viszonyáról)
- XIII. Leó pápa (1878–1903)
  - Supremi apostolatus officio, 1883 (A rózsafüzér áhitatról)
  - Humanum genus, 1884 (a szabadkőművességről)
  - Quod multum, 1886 (az Egyház szabadságáról, Magyarország püspökeinek)
  - Rerum novarum, 1891 (a szociális problémákról)
  - Providentissimus Deus, 1893 (a Szentírásról)
- Szent X. Pius pápa (1903–1914)
  - Pascendi Dominici gregis, 1910 (a modernizmus eretnekségéről)
- XV. Benedek pápa (1914–1922)
  - Ad beatissimi Apostolorum, 1914 (a szabad teológiai vitákról, és a haladásról)
- XI. Piusz pápa (1922–1939)
  - Mortalium animos, 1928 (az igazi vallásegység elősegítéséről)
  - Casti connubii, 1930 (a keresztény házasságról)
  - Quadragesimo anno, 1931 (a társadalmi rendről)
  - Divini Redemptoris,[2] 1937 (a kommunizmusról)
  - Mit brennender Sorge, 1937 (a német birodalomról)
- XII. Piusz pápa (1939–1958)
  - Summi pontificatus, 1939 (az emberi társadalom egységéről)
  - Mystici corporis Christi, 1943 (Krisztus misztikus testéről)
  - Divino afflante Spiritu, 1943 (a Szentírás tanulmányozásáról)
  - Deiparae Virginis Mariae, 1946 (Szűz Mária mennybevételének meghatározásáról)
  - Mediator Dei, 1947 (a Szent Liturgiáról)
  - In multiplicibus, 1948 (a palesztin békéért)
  - Redemptoris nostri, 1949 (Palesztina szent helyeiről)
  - Humani generis, 1950 (néhány hamis véleményről)
  - Anni sacri, 1950 (az ateista propagandáról)
  - Fulgens corona, 1950 (a Mária-év kihirdetése)
  - Evangelii praecones, 1951 (a katolikus missziók támogatásáról)
  - Ad Caeli Reginam, 1954 (Mária királyi méltóságáról)
  - Ad sinarum gentes, 1954 (az Egyház természetfelettiségéről)
  - Sacra virginitas, 1954 (a szüzességről)
  - Musicae sacrae, 1955 (a szent zenéről)
  - Haurietis aquas, 1956 (a Szent Szív tiszteletéről)
  - Datis nuperrime, 1956 (a szomorú magyarországi eseményekről)
  - Laetamur admodum, 1956 (Lengyelország, Magyarország és a Közel-Kelet békéjéért való imákról)
  - Luctuosissimi Eventus, 1956 (a magyar nép békéjéért és szabadságáért folyó nyilvános imákról)
  - Miranda prorsus, 1957 (a filmszínházakról, rádióról és televízióról)
  - Ad Apostolorum Principis, 1958 (a kommunizmusról és a kínai egyházról)
- Szent XXIII. János pápa (1958–1963)
  - Ad Petri Cathedram, 1959 (az igazságról, az egységről és a békéről)
  - Sacerdotii nostri primordia, 1959 (Vianney Szent Jánosról)
  - Grata recordatio, 1959 (a rózsafüzérről)
  - Princeps pastorum, 1959 (a missziókról, a bennszülött klérusról és a világiak részvételéről)
  - Mater et Magistra, 1961 (a kereszténységről és a társadalmi haladásról)
  - Aeterna Dei sapientia, 1961 (Szent Péter széke, mint a keresztény egység központja)
  - Poenitentiam agere, 1962 (a belső és külső bűnbánat gyakorlatának szükségéről)
  - Pacem in terris, 1963 (az egyetemes béke megalapozásáról)
- VI. Pál pápa (1963–1978)
  - Ecclesiam suam, 1964 (az Egyházról)
  - Mense maio, 1965 (a májusi imákról, mint a béke fenntartásának eszközéről)
  - Mysterium fidei, 1965 (a szent Eucharisztiáról)
  - Christi Matri, 1966 (az októberi imákról)
  - Populorum progressio, 1967 (az emberiség fejlődéséről)
  - Sacerdotalis caelibatus, 1967 (a papok cölibátusáról)
  - Humanae vitae, 1968 (a születésszabályozásról)
- Szent II. János Pál pápa (1978–2005)
  - Redemptor hominis, 1979 (a Megváltóról)
  - Dives in misericordia, 1980 (az irgalmas Atyaistenről)
  - Laborem exercens, 1981 (az emberi munkáról)[3]
  - Slavorum Apostoli, 1985 (Szent Cirillről és Szent Metódról)
  - Dominum et Vivificantem, 1986 (a Szentlélekről)
  - Redemptoris Mater, 1987 (a Szűzanyáról)
  - Sollicitudo rei socialis, 1987 (a szociális kérdésről)
  - Redemptoris missio, 1990 (az Egyház missziós küldetésének állandó érvényességéről)
  - Centesimus annus, 1991 (a szociális kérdésről)
  - Veritatis splendor, 1993 (az erkölcs alapjairól)
  - Evangelium vitae, 1995 (az emberi élet értékéről és sérthetetlenségéről)
  - Ut unum sint, 1995 (az ökumenizmusról)
  - Fides et ratio, 1998 (a hit és az ész közötti kapcsolatról)
  - Ecclesia de Eucharistia, 2003 (az Eucharisztia és az Egyház kapcsolatáról)
- XVI. Benedek pápa (2005–2013)
  - Deus caritas est, 2005 (a keresztény szeretetről)
  - Spe salvi, 2007 (a keresztény reményről)
  - Caritas in veritate, 2009 (az ember teljes értékű fejlődéséről)
- Ferenc pápa
  - Lumen fidei, 2013 (A hit fénye)
  - Laudato si’, 2015 (a környezet védelméről)[4]
  - Fratelli tutti, 2020 (A testvériségről és a társadalmi barátságról).